# Bissey-la-Côte
Bissey-la-Côte település Franciaországban, Côte-d’Or megyében. Lakosainak száma 132 fő (2022. január 1.). Bissey-la-Côte Montigny-sur-Aube, Villotte-sur-Ource, Riel-les-Eaux, Thoires, Brion-sur-Ource és Courban községekkel határos.

## Népesség
A település népességének változása:
| Lakosok száma | 129  | 133  | 121  | 100  | 116  | 124  | 124  | 127  | 130  | 132  |
|               | 1968 | 1982 | 1990 | 2006 | 2013 | 2015 | 2017 | 2019 | 2020 | 2022 |